# Sint-Stefanuskerk (Gent)
De Sint-Stefanuskerk is een kerkgebouw in Gent. De kerk grenst aan en is onderdeel van het Augustijnenklooster. De kerk is gewijd aan Sint-Stefanus. Gentenaars noemen deze kerk ook Sint-Ritakapel omwille van de drukbezochte kapel in de kerk, gewijd aan de heilige Rita.
De vorige kloosterkerk uit 1606 ging bijna volledig in vlammen op bij een zware brand in 1838. De augustijnen betrokken tijdelijk de kerk van de opgeheven orde der Geschoeide Karmelieten aan de Lange Steenstraat. Na het herbouwen van de kerk onder leiding van architect Jean Baptiste De Baets, werden uit de vlakbij gelegen Lange Steenstraat de acht biechtstoelen, het 17e-eeuws barokke eikenhouten preekgestoelte en het koorgestoelte van het monnikenkoor meegenomen. De nieuwe kerk werd ook voorzien van heiligenbeelden, waaronder een van Sint-Stefanus, gebeeldhouwd door broeder Prosper Venneman, die ook het hoogaltaar ontwierp. De kerk werd ingezegend op 26 december 1841, het patroonfeest van Sint-Stefanus. De toren werd afgewerkt in 1849.
Boven de altaren in de kerk hangen meerdere werken van Gaspar de Crayer. In de kerk is een orgel uit 1873 van Philippe Forrest. Een tweede orgel in de kerk is een Flentroporgel uit 1962, oorspronkelijk gebouwd voor de doopsgezinde kerk in Enschede. Nadat deze kerk uit gebruik werd genomen werd het orgel verkocht aan het Paleis voor Schone Kunsten te Brussel. Daar werd het ingespeeld door Pierre Cochereau. Nadien verhuisde het van Brussel naar Gent.
De kerk werd, net als het aanliggende klooster, in 1958 beschermd als monument van onroerend erfgoed.